# Chrysopa perla
Chrysopa perla – palearktyczny gatunek sieciarki z rodziny złotookowatych (Chrysopidae), w języku polskim opisywany czasem pod nazwami złotook zwyczajny, złotook pospolity, złotook większy lub złotook, choć nazwy te (poza z. większym) są przypisywane też innym gatunkom.
Chrysopa perla została opisana przez Karola Linneusza w Systema Naturae (1758) jako Hemerobius perla. Następnie została przeniesiona do rodzaju Chrysopa i – decyzją ICZN – uznana za jego typ nomenklatoryczny. W 1841 roku Harris opisał pod nazwą Chrysopa perla inny gatunek, obecnie klasyfikowany jako Chrysoperla harrisii.
Na obszarze Polski Chrysopa perla jest gatunkiem szeroko rozprzestrzenionym. Osiąga długość 10–12 mm, rozpiętość skrzydeł 25–30 mm. Zarówno larwy, jak i osobniki dorosłe są drapieżnikami żerującymi na innych stawonogach, głównie na mszycach.